# 克拉福德奖
克拉福德奖（英語：The Crafoord Prize）是瑞典皇家科学院主办的一项国际年度科学大奖，旨在表彰多个科学领域的杰出研究者。克拉福德奖由瑞典著名实业家、发明家和慈善家霍尔格·克拉福德（Holger Crafoord）及其妻子安娜-格蕾塔（Anna-Greta Crafoord）的基金会资助设立，初衷是补充表彰诺贝尔奖未涵盖的重要科学领域。克拉福德奖被认为是全世界最具声望的科学奖项之一。

## 简介

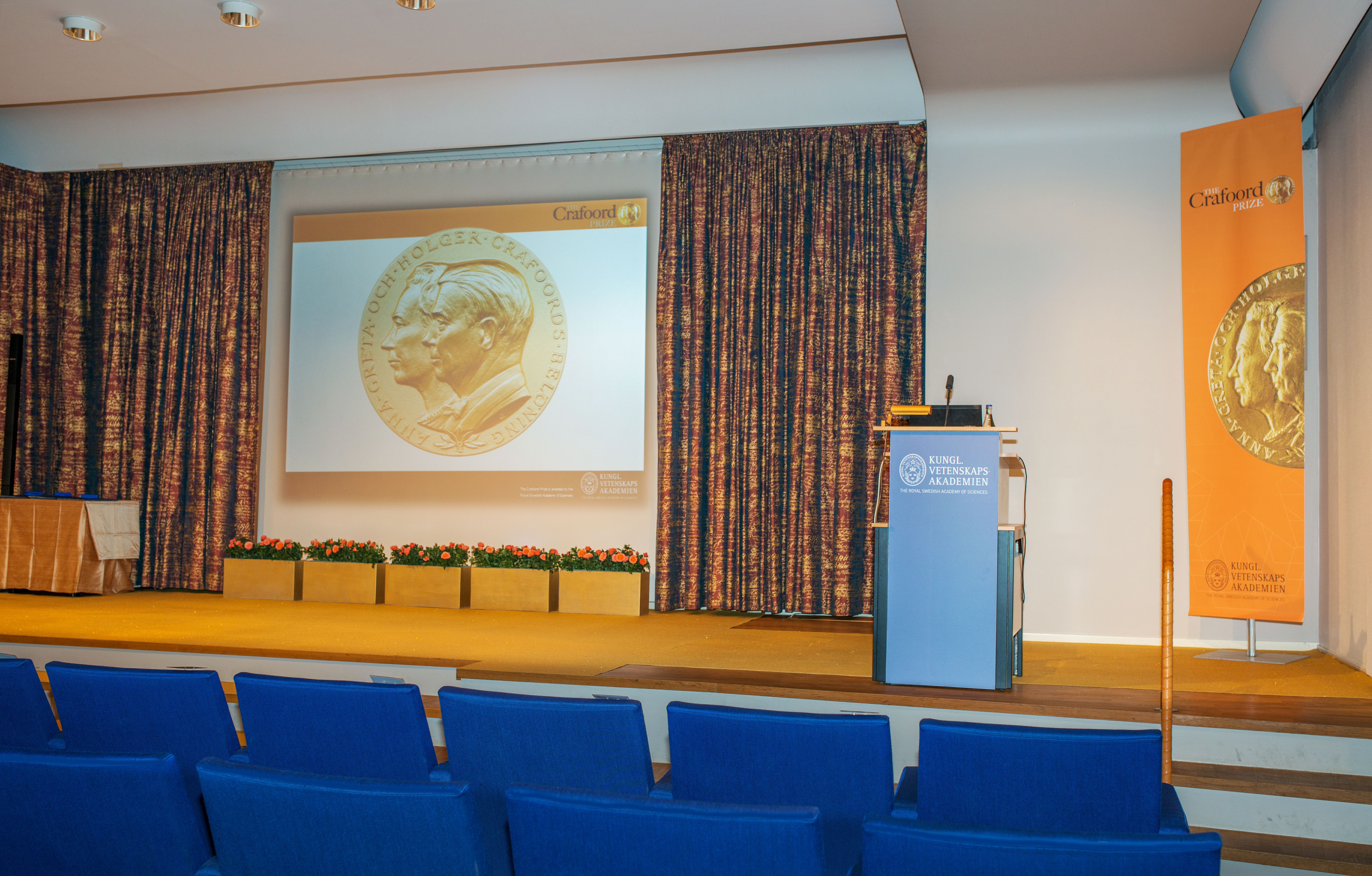
摄于2013年克拉福德日（The Crafoord Days）。荧幕上的图像是克拉福德奖的奖章或标志，图案为克拉福德夫妇的侧脸肖像

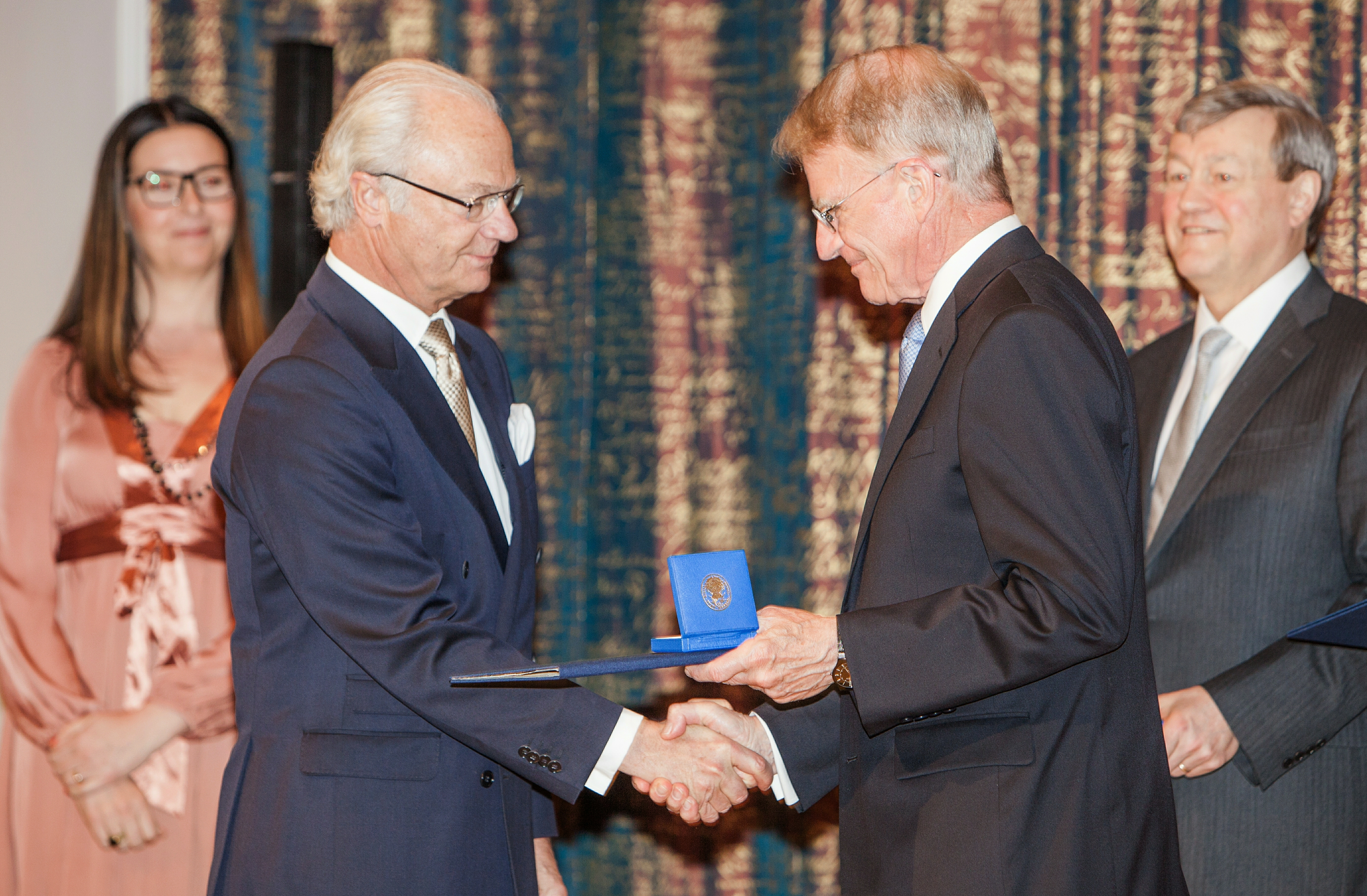
瑞典国王卡尔十六世·古斯塔夫向2013年克拉福德奖得主颁奖

霍尔格·克拉福德（Holger Crafoord，1908–1982）是瑞典著名的实业家、发明家和慈善家，是医疗设备公司甘布罗（Gambro）的创始人，其主导研发并商业化的人工肾脏（血液透析）设备在现代医学中具有里程碑式意义，极大改善了肾衰竭患者的寿命和生活质量，其本人也获得巨额财富。克拉福德晚年希望设立一个专门表彰诺贝尔奖未涵盖科学领域的奖项，他的妻子安娜（Anna-Greta Crafoord，1914–1994）也怀有相同的意愿并积极支持。1980年，克拉福德夫妇通过其基金会（The Crafoord Foundation）创立了克拉福德奖，并指定由瑞典皇家科学院负责评选得主。
克拉福德奖涵盖的领域包括：数学与天文学，地球科学，生物科学（尤其是生態學）和多關節炎（医学的一个子领域，因克拉福德本人晚年深受类风湿关节炎折磨而设立的单独奖项，侧重于表彰风湿免疫学研究）。克拉福德奖的提名、遴选和颁奖原则与诺贝尔奖相似。不同之处在于，克拉福德奖通常每年只颁发一至二个奖项，在不同學科之間輪換，奖金颁发也较为集中。该奖多数时候为一位获奖者独享，但最多可以由三人共享同一奖项，如1999年三人共享生物科学奖，2013、2017年均为三人共享多关节炎奖，2024年还出现了四人同年获奖，其中三人共享天文学奖，一人独享数学奖。克拉福德奖通常在每年一月中旬公布，之后在四月或五月的克拉福德日（The Crafoord Days）期间由瑞典君主正式颁授，颁奖典礼通常在瑞典首都斯德哥尔摩举行。截至2024年，每项克拉福德奖的奖金为6,000,000瑞典克朗（約合500,000美元）。
首屆克拉福德奖於1982年頒發，獲獎者是俄國數學家弗拉基米爾·阿諾爾德和美籍加拿大數學家路易·尼倫伯格，表彰其在非線性偏微分方程領域的貢獻。第一位被授予克拉福德奖的女性是美國天文学家安德烈娅·盖兹（於2012年獲獎），她后来也獲頒2020年诺贝尔物理学奖。

## 克拉福德奖得主列表
克拉福德奖自1982年创立起已颁发43次，一共有79人获此殊荣。克拉福德奖的获奖者被称为“克拉福德奖得主（The Crafoord Laureate）”
| 年份 | 授予對象分類 | 肖象                                                                                 | 得獎者                      | 國籍        | 获奖理由 | 來源          |
| ---- | ------------ | ------------------------------------------------------------------------------------ | --------------------------- | ----------- | --- | ------------- |
| 1982 | 數學         |                                                                                      | 弗拉基米爾·阿諾爾德         | 俄羅斯      | 表彰其在非線性微分方程理論方面的基礎研究                                                                           | [ 9 ] [ 10 ]  |
| 1982 | 數學         | Louis Nirenberg                                                                      | 路易·尼倫伯格               | 加拿大/美國 | 表彰其在非線性微分方程理論方面的基礎研究                                                                           | [ 9 ] [ 11 ]  |
| 1983 | 地球科學     | —                                                                                    | 愛德華·諾頓·勞侖次          | 美國        | 表彰其對地球動力學領域的基礎貢獻，以別致的方式促進了對大氣層大範圍運動更深入了解                                   | [ 9 ] [ 12 ]  |
| 1983 | 地球科學     | Henry Stommel                                                                        | 亨利·斯托梅爾               | 美國        | 表彰其對地球動力學領域的基礎貢獻，以別致的方式促進了對大氣層大範圍運動更深入了解                                   | [ 9 ] [ 12 ]  |
| 1984 | 生物科學     | Daniel Janzen                                                                        | 丹尼爾·傑森                 | 美國        | 表彰其對共同進化富有想像和啟發性的研究，激勵了學者在該領域進一步開展研究工作                                       | [ 9 ] [ 13 ]  |
| 1985 | 天文學       | Lyman Spitzer                                                                        | 萊曼·史匹哲                 | 美國        | 表彰其對星際物質進行了幾乎所有方面的基礎研究，並利用哥白尼計劃取得成果                                             | [ 9 ] [ 14 ]  |
| 1986 | 地球科學     | Claude Allègre                                                                       | 克勞德·阿雷格               | 法國        | 表彰其對同位素地球化學關係進行基礎研究，以及這些研究成果所帶來的地質解說                                           | [ 9 ] [ 15 ]  |
| 1986 | 地球科學     | —                                                                                    | 傑拉德·J·瓦瑟堡             | 美國        | 表彰其對同位素地球化學關係進行基礎研究，以及這些研究成果所帶來的地質解說                                           | [ 9 ] [ 15 ]  |
| 1987 | 生物科學     | —                                                                                    | 尤金·奧德姆                 | 美國        | 表彰其對生態系統生態學領域進行了獨特貢獻                                                                           | [ 9 ] [ 16 ]  |
| 1987 | 生物科學     | —                                                                                    | 霍華德·T·奧德姆             | 美國        | 表彰其對生態系統生態學領域進行了獨特貢獻                                                                           | [ 9 ] [ 16 ]  |
| 1988 | 數學         | Pierre Deligne, seated, facing left and away from the camera                         | 皮埃爾·德利涅               | 比利時      | 表彰其對代數幾何學上進行了基礎贡献                                                                                 | [ 9 ] [ 17 ]  |
| 1988 | 數學         |                                                                                      | 亞歷山大·格羅滕迪克         | 無國籍      | 表彰其對代數幾何學上進行了基礎贡献                                                                                 | [ 9 ] [ 18 ]  |
| 1989 | 地球科學     | James Van Allen                                                                      | 詹姆斯·范·艾倫              | 美國        | 表彰其發現了地磁場中的高能量粒子--範艾倫輻射帶，這些粒子形成了地球周圍的輻射帶，對太空進行了基礎研究               | [ 9 ] [ 15 ]  |
| 1990 | 生物科學     | Paul R. Ehrlich                                                                      | 保羅·R·埃利希               | 美國        | 表彰其對分散族群的動力學和遺傳學和其分佈模式及其存活機率的重要性的研究                                             | [ 9 ] [ 19 ]  |
| 1990 | 生物科學     | Edward Osborne Wilson                                                                | 艾德華·威爾森               | 美國        | 表彰其對島嶼生物地理學理論進行研究，以及島嶼和其他不同隔離程度的棲息地的物種多樣性和群落動態                       | [ 9 ] [ 20 ]  |
| 1991 | 天文學       | —                                                                                    | 艾倫·桑德奇                 | 美國        | 表彰其對星系、恒星群、星團與星雲、星系演變、哈勃–勒梅特定律及其隨時間演變的研究做出的重要貢獻                      | [ 9 ] [ 21 ]  |
| 1992 | 地球科學     | —                                                                                    | 阿道夫·塞拉赫               | 德國        | 表彰其對地質記錄中記錄的生命與環境相互作用的進化創新研究                                                           | [ 9 ] [ 15 ]  |
| 1993 | 生物科學     | —                                                                                    | 威廉·唐納·漢彌爾頓          | 英國        | 表彰其對關於親屬選擇和遺傳關係作為利他行為進化先決條件的理論                                                       | [ 9 ] [ 22 ]  |
| 1993 | 生物科學     | Seymour Benzer in his office at Caltech in 1974 with a big model of Drosophila       | 西摩·本澤                   | 美國        | 表彰其對黑腹果蠅突變體的開創性遺傳學和神經生理學研究                                                               | [ 9 ] [ 23 ]  |
| 1994 | 數學         | Simon Donaldson                                                                      | 西蒙·唐納森                 | 英國        | 表彰其透過應用瞬時法對四維幾何學的基礎研究，特別是他對新微分不變式的新發現                                         | [ 9 ] [ 24 ]  |
| 1994 | 數學         | Shing-Tung Yau                                                                       | 丘成桐                      | 美國        | 表彰其在微分幾何學中發展非線性技術，從而解決了一些懸而未決的問題                                                   | [ 9 ] [ 27 ]  |
| 1995 | 地球科學     | —                                                                                    | 丹司葛德                    | 丹麥        | 表彰其對同位素地質分析方法的發展所做的基礎性工作                                                                   | [ 9 ] [ 15 ]  |
| 1995 | 地球科學     | —                                                                                    | 尼古拉斯·沙克萊頓           | 英國        | 表彰其對同位素地質分析方法的發展所做的基礎性工作                                                                   | [ 9 ] [ 15 ]  |
| 1996 | 生物科學     | Robert May                                                                           | 羅伯特·梅                   | 澳洲        | 表彰其在群落和生態系統動態理論分析方面的生態研究                                                                   | [ 9 ] [ 28 ]  |
| 1997 | 天文學       | Fred Hoyle                                                                           | 弗雷德·霍伊尔               | 英國        | 表彰其在研究恒星的核过程、恒星進化論所做的貢獻                                                                     | [ 9 ] [ 29 ]  |
| 1997 | 天文學       | —                                                                                    | 埃德溫·薩爾皮特             | 美國        | 表彰其在研究恒星的核过程、恒星進化論所做的貢獻                                                                     | [ 9 ] [ 30 ]  |
| 1998 | 地球科學     | Don L. Anderson                                                                      | 唐·L·安德森                 | 美國        | 表彰其對我們了解地球內部結構和過程的重要貢獻                                                                       | [ 9 ] [ 23 ]  |
| 1998 | 地球科學     | Adam Dziewoński                                                                      | 亞當·齊文斯基               | 波蘭/美國   | 表彰其對我們了解地球內部結構和過程的重要貢獻                                                                       | [ 9 ] [ 31 ]  |
| 1999 | 生物科學     | Ernst Mayr in 1994, after receiving an honorary degree at the University of Konstanz | 恩斯特·瓦尔特·迈尔          | 美國        | 表彰其對演化生物學概念發展的基礎研究                                                                               | [ 9 ] [ 32 ]  |
| 1999 | 生物科學     |                                                                                      | 約翰·梅納德·史密斯          | 英國        | 表彰其對演化生物學概念發展的基礎研究                                                                               | [ 9 ] [ 32 ]  |
| 1999 | 生物科學     | —                                                                                    | 喬治·C·威廉斯               | 美國        | 表彰其對演化生物學概念發展的基礎研究                                                                               | [ 9 ] [ 32 ]  |
| 2000 | 多關節炎     | —                                                                                    | 马克·费尔德曼               | 英國        | 表彰其將腫瘤壞死因子-α定義為類風濕性關節炎的治療目標                                                               | [ 6 ] [ 9 ]   |
| 2000 | 多關節炎     | Ravinder N. Maini                                                                    | 拉文德·N·梅尼               | 英國        | 表彰其將腫瘤壞死因子-α定義為類風濕性關節炎的治療目標                                                               | [ 6 ] [ 9 ]   |
| 2001 | 數學         | Alain Connes                                                                         | 阿兰·孔涅                   | 法國        | 表彰其對算子代數理論方面的深入研究，以及奠基非交换几何学                                                           | [ 9 ] [ 33 ]  |
| 2002 | 地球科學     | —                                                                                    | 丹·麥克肯澤                 | 英國        | 表彰其對岩石圈的動態，特別是板塊構造、沉積盆地形成和地函熔化的理解做出的基礎貢獻                                   | [ 9 ] [ 34 ]  |
| 2003 | 生物科學     | Carl Woese                                                                           | 卡尔·乌斯                   | 美國        | 表彰其发现了古菌域                                                                                                 | [ 9 ] [ 35 ]  |
| 2004 | 多關節炎     | —                                                                                    | 歐仁·C·布徹                 | 美國        | 表彰其對健康與疾病中白血球遷移的分子機制做出研究貢獻                                                               | [ 9 ] [ 36 ]  |
| 2004 | 多關節炎     | —                                                                                    | 提摩西·A·斯普林格           | 美國        | 表彰其對健康與疾病中白血球遷移的分子機制做出研究貢獻                                                               | [ 9 ] [ 36 ]  |
| 2005 | 天文學       | James E. Gunn                                                                        | 詹姆斯·冈恩                 | 美國        | 表彰其對宇宙的大尺度結構做出研究貢獻                                                                               | [ 9 ] [ 23 ]  |
| 2005 | 天文學       | James Peebles                                                                        | 詹姆斯·皮布尔斯             | 美國        | 表彰其對宇宙的大尺度結構做出研究貢獻                                                                               | [ 9 ] [ 37 ]  |
| 2005 | 天文學       | Martin Rees delivering a lecture at Jodrell Bank                                     | 馬丁·里斯                   | 英國        | 表彰其對宇宙的大尺度結構做出研究貢獻                                                                               | [ 9 ] [ 37 ]  |
| 2006 | 地球科學     | Wallace Smith Broecker                                                               | 瓦勒斯·布羅克               | 美國        | 表彰其對全球碳循環的研究進行了基礎貢獻                                                                             | [ 9 ] [ 38 ]  |
| 2007 | 生物科學     | —                                                                                    | 罗伯特·泰弗士               | 美國        | 表彰其對社會演變的分析進行了基礎貢獻                                                                               | [ 9 ] [ 39 ]  |
| 2008 | 天文學       | Rashid Sunyaev                                                                       | 拉希德·辛亚耶夫             | 俄羅斯      | 表彰其對高能天體物理學和宇宙學之貢獻，特别是黑洞和中子星周圍的過程和動力學，以及對背景輻射結構診斷能力的證明       | [ 9 ] [ 40 ]  |
| 2008 | 數學         | Maxim Kontsevich                                                                     | 马克西姆·孔采维奇           | 俄羅斯      | 表彰其對現代理論物理學數學之貢獻”                                                                                  | [ 9 ] [ 41 ]  |
| 2008 | 數學         | Edward Witten writing on a blackboard                                                | 爱德华·威滕                 | 美國        | 表彰其對現代理論物理學數學之貢獻”                                                                                  | [ 9 ] [ 41 ]  |
| 2009 | 多關節炎     | Charles Dinarello                                                                    | 查尔斯·迪纳雷罗             | 美國        | 表彰其分離了白細胞介素，并了解其在炎症性疾病發病中的作用”                                                          | [ 9 ] [ 42 ]  |
| 2009 | 多關節炎     | Tadamitsu Kishimoto                                                                  | 岸本忠三                    | 日本        | 表彰其分離了白細胞介素，并了解其在炎症性疾病發病中的作用”                                                          | [ 9 ] [ 42 ]  |
| 2009 | 多關節炎     | Toshio Hirano                                                                        | 平野俊夫                    | 日本        | 表彰其分離了白細胞介素，并了解其在炎症性疾病發病中的作用”                                                          | [ 9 ] [ 42 ]  |
| 2010 | 地球科學     | Walter Munk                                                                          | 沃爾特·芒克                 | 美國        | 表彰其對海洋環流、潮汐和波浪及其在地球動力學中的作用的理解進行了基礎貢獻                                           | [ 9 ] [ 23 ]  |
| 2011 | 生物科學     | Ilkka Hanski                                                                         | 伊尔卡‧汉斯基               | 芬蘭        | 表彰其對空間變異如何影響動物和植物種群動態進行了基礎貢獻                                                           | [ 9 ] [ 43 ]  |
| 2012 | 天文學       | Reinhard Genzel                                                                      | 赖因哈德·根策尔             | 德國        | 表彰其對圍繞銀河系中心運行的恆星進行了觀測，表明銀河系存在一個超大质量黑洞                                         | [ 9 ] [ 44 ]  |
| 2012 | 天文學       | —                                                                                    | 安德烈娅·盖兹               | 美國        | 表彰其對圍繞銀河系中心運行的恆星進行了觀測，表明銀河系存在一個超大质量黑洞                                         | [ 9 ] [ 44 ]  |
| 2012 | 數學         | Jean Bourgain                                                                        | 让·布尔甘                   | 比利時      | 表彰其在諧波分析、偏微分方程、微分理論、數論、組合學、函數分析和理論計算機科學方面所做的傑出和開創性的工作         | [ 9 ] [ 45 ]  |
| 2012 | 數學         | Terence Tao                                                                          | 陶哲轩                      | 澳洲/美國   | 表彰其在諧波分析、偏微分方程、微分理論、數論、組合學、函數分析和理論計算機科學方面所做的傑出和開創性的工作         | [ 9 ] [ 45 ]  |
| 2013 | 多關節炎     | Peter K. Gregersen                                                                   | 彼得·K·格雷根森             | 美國        | 表彰其對發現不同的遺傳因素及其與環境因素的相互作用在類風濕性關節炎的發病、診斷和臨床治療中的作用                   | [ 9 ] [ 46 ]  |
| 2013 | 多關節炎     | Lars Klareskog                                                                       | 拉爾斯·克拉雷斯科           | 瑞典        | 表彰其對發現不同的遺傳因素及其與環境因素的相互作用在類風濕性關節炎的發病、診斷和臨床治療中的作用                   | [ 9 ] [ 46 ]  |
| 2013 | 多關節炎     | Robert J. Winchester                                                                 | 羅伯特·溫徹斯特             | 美國        | 表彰其對發現不同的遺傳因素及其與環境因素的相互作用在類風濕性關節炎的發病、診斷和臨床治療中的作用                   | [ 9 ] [ 46 ]  |
| 2014 | 地球科學     | —                                                                                    | 彼得·莫尔纳（地球物理学家） | 美國        | 表彰其對了解全球構造學，特別是對了解變形和山脈的結構和演化以及構造過程對海洋大氣環流和氣候的影響作出具開創性的貢獻 | [ 9 ] [ 47 ]  |
| 2015 | 生物科學     | —                                                                                    | 理查德·陆文顿               | 美國        | 表彰其對了解基因多態性的基本貢獻                                                                                   | [ 9 ] [ 48 ]  |
| 2015 | 生物科學     | —                                                                                    | 太田朋子                    | 日本        | 表彰其對了解基因多態性的基本貢獻                                                                                   | [ 9 ] [ 48 ]  |
| 2016 | 天文學       |                                                                                      | 罗伊·克尔                   | 新西蘭      | 表彰其對旋轉黑洞做出基礎工作                                                                                       | [ 49 ] [ 50 ] |
| 2016 | 天文學       | Roger Blandford                                                                      | 罗杰·布兰福德               | 美國        | 表彰其對旋轉黑洞做出基礎工作                                                                                       | [ 49 ] [ 50 ] |
| 2016 | 數學         | Yakov Eliashberg                                                                     | 雅科夫·艾利夏伯格           | 美國        | 表彰其對發展接觸和交織拓撲學以及剛柔現象的突破性發現                                                               | [ 49 ] [ 50 ] |
| 2017 | 多關節炎     | Shimon Sakaguchi                                                                     | 坂口志文                    | 日本        | 表彰其對調節T細胞有關的發現，這種細胞可以對抗關節炎和其他自身免疫性疾病中的有害免疫反應                            | [ 51 ]        |
| 2017 | 多關節炎     | —                                                                                    | 佛瑞德·拉姆斯德爾           | 美國        | 表彰其對調節T細胞有關的發現，這種細胞可以對抗關節炎和其他自身免疫性疾病中的有害免疫反應                            | [ 51 ]        |
| 2017 | 多關節炎     | Alexander Rudensky                                                                   | 亚历山大·鲁登斯基           | 美國        | 表彰其對調節T細胞有關的發現，這種細胞可以對抗關節炎和其他自身免疫性疾病中的有害免疫反應                            | [ 51 ]        |
| 2018 | 地球科學     | 真鍋淑郎                                                                             | 真鍋淑郎                    | 日本/美國   | 表彰其理解大氣中痕量氣體在地球氣候系統中的作用作出的基礎貢獻                                                       | [ 53 ]        |
| 2018 | 地球科學     | —                                                                                    | 苏姗·所罗门                 | 美國        | 表彰其理解大氣中痕量氣體在地球氣候系統中的作用作出的基礎貢獻                                                       | [ 53 ]        |
| 2019 | 生物科學     | —                                                                                    | 沙利·W·西斯霍姆             | 美國        | 表彰其對光合作用生物原球菌的發現和進行基礎研究                                                                     | [ 54 ]        |
| 2020 | 天文學       | Eugene N. Parker                                                                     | 尤金·派克                   | 美國        | 表彰其對恆星到星系尺度的太陽風和磁場進行基礎研究                                                                   | [ 55 ]        |
| 2020 | 數學         | Enrico Bombieri                                                                      | 恩里科·邦別里               | 意大利/美國 | 表彰其在所有主要數學領域，特別是數論、分析和代數幾何學領域做出的傑出和有影響力的貢獻”                              | [ 55 ]        |
| 2021 | 多关节炎     |                                                                                      | 丹尼爾·L·卡斯特纳           | 美國        | 表彰其建立自體發炎疾病的概念                                                                                       | [ 56 ]        |
| 2022 | 地球科学     |                                                                                      | 安德鲁·H·诺尔               | 美國        | 表彰其對瞭解地球上生命最初30億年之基礎研究的貢獻，以及隨著時間的推移，生命與物理環境之間的互動關係”                | [ 57 ]        |
| 2023 | 生物科學     | —                                                                                    | 多爾夫·施魯特               | 加拿大      | 表彰其對適應性輻射和生態物種形成之基礎研究的貢獻”                                                                  | [ 58 ]        |
| 2024 | 天文學       | —                                                                                    | 道格拉斯·高夫               | 英國        | 表彰其开發了星震學方法，並應用於太陽和其他恆星內部的研究”                                                          | [ 59 ]        |
| 2024 | 天文學       | Jørgen Christensen-Dalsgaard                                                         | 约恩·克里斯滕森-达尔斯高    | 丹麥        | 表彰其开發了星震學方法，並應用於太陽和其他恆星內部的研究”                                                          | [ 59 ]        |
| 2024 | 天文學       | Conny Aerts                                                                          | 康尼·阿尔茨                 | 比利時      | 表彰其开發了星震學方法，並應用於太陽和其他恆星內部的研究”                                                          | [ 59 ]        |
| 2024 | 數學         | Claire Voisin                                                                        | 克萊爾·瓦贊                 | 法國        | 表彰其對複數與代數幾何，包括霍奇理论、代數循環與超卡勒幾何的傑出貢獻”                                              | [ 59 ]        |

## 參閱
- 京都獎